# Tiếng Asturias
Tiếng Asturias (asturianu [astuˈɾjanu], từng được gọi là bable [ˈbaβle]), một ngôn ngữ Rôman được nói tại Asturias, Tây Ban Nha. Tiếng Asturias là một phần của nhóm ngôn ngữ Asturias-León. Số người nói ngôn ngữ này được ước tính là 100.000 người bản ngữ và 450.000 người nói như ngôn ngữ thứ hai. Academia de la Llingua Asturiana là tổ chức quy định của tiếng Asturias. Dù không phải ngôn ngữ chính thức tại Tây Ban Nha nó được bảo vệ và công nhận dưới Đạo luật Tự quản (Estatuto de Autonomía) và được dạy trong trường học.